# Adalsyssla
Adalsyssla var ett historiskt namn på Estlands fastland i motsats till benämningen Ösyssla, det vill säga ön Ösel. I kvädet Ynglingatal från 800-talet omnämns esterna som Sysslans folk.